# 그리자이아의 과실
그리자이아의 과실(일본어: グリザイアの果実 구리자이아노 가지쓰[*])은 프론트윙의 2011년 작 어덜트 게임이다. 아키타 쇼텐과 마그 가든이 출판한 만화가 두 권이 있다. 8-bit가 제작한 텔레비전 애니메이션은 2014년 10월 5일부터 12월 28일까지 AT-X에서 방영했다. 대한민국에서는 2014년 10월 10일부터 애니플러스에서 방영중이다.

## 개요
'그리자이아의 과실'은 플레이어가 카자미 유우지의 역할을 추측하는 로맨스 비주얼 노벨이다. 게임플레이의 대다수는 이야기의 독백과 대화를 읽는 것이다. 게임 내의 텍스트는 캐릭터의 영혼에 의해 나온다. 게임을 통틀어서 플레이어는 이야기 속의 특정한 시점에 있는 CG를 찾게 되는데, 이는 배경 그림과 캐릭터의 영혼을 대신한다. 그리자이아의 과실은 분기점 스토리 라인을 따라가서 다양한 엔딩이 있고, 플레이어가 게임 속에서 행하는 행동에 따라 이야기는 특정한 방향으로 진행된다. 플레이어가 선택할 수 있는 히로인은 다섯 명이다. 게임플레이에 있어서, 플레이어는 다양한 선택지가 주어지고, 결정을 할 때까지 텍스트의 진행은 중단된다. 특정한 선택지는 게임이 너무 빠르게 끝나게 하고 줄거리의 다른 엔딩을 제공한다. 모든 줄거리라인을 각각 보기 위해서는 게임을 여러 번 플레이하고 선택지에서 다른 선택을 해야 한다.
이 게임은 원래 2011년 2월 25일에 윈도용으로 발매되었다. 플레이스테이션 포터블 버전은 2013년 2월 21일에 발매되었다. PSP 버전은 수위가 높은 H신이 삭제되었지만, 새로운 이야기, 새로 그려진 그래픽과 추가 보이스가 추가되었다. 업그레이드된 플레이스테이션 비타 버전은 2013년 8월 일본에서 발매되었다. 그리자이아의 과실의 속편은 두 편이 있다. 그 중, '그리자이아의 미궁 -LE LABYRINTHE DE LA GRISAIA-'(グリザイアの迷宮 -LE LABYRINTHE DE LA GRISAIA-)은 2012년 2월 24일에, 나머지 하나인 '그리자이아의 낙원 -LE EDEN DE LA GRISAIA-(グリザイアの楽園 -LE EDEN DE LA GRISAIA-)은 2013년 5월 24일에 발매되었다.

## 줄거리
어렸을 때부터 특수부대 생활을 해 온 주인공은, 갑자기 "평범한 학원 생활을 해 보고 싶다"라는 이유만으로 주인공과 친구들을 포함해 단 6명 밖에 없는 이 학교로 오게 된다.

## 등장인물
성우는 PC판 / PSP판, PS Vita판, 애니메이션판 순으로 표기.
카자미 유지 (風見雄二)
CV : 사쿠라이 타카히로, 스와 아야카 (유소년기) (둘 다 애니메이션 한정)
본작의 주인공. 유년시절 가정붕괴로 인하여 지인에게 맡겨지나 "업무"로 인하여 그곳을 찾아온 "스승"에게 거두어진다. 스승밑에서 습득한 "살아가기 위한 힘"을 기반으로 무난히 생활하였으나, 돌연 "평범한 고교생활"을 갈망 미하마 학원으로 전입을 오게 된다. 취미는 독서이며, "아사히 크리닝"이라는 청소 대행업체에서 아르바이트 중.
사카키 유미코 (榊由美子)
CV : 잇시키 히카루 / 타나카 료코
"따분한 여자"(화낸다). 불쾌감을 주는 상대(주로 주인공, 마키나)에겐 프로그래시브 나이프(커터 칼)를 장비 거침없이 사용한다. 대외적으로는 타인과의 교류를 피하고 있으나 심령 모임을 제외한 다른 모임에는 꾸준히 참석하고 있으며, 의외로 주변 상황에 휩쓸리기 쉬운 성격. 취미는 독서로 주인공과 희미한 공감대가 형성되어 있다.
스오 아마네 (周防天音)
CV : 유키미 소라 / 타구치 히로코
주인공이 미하마 학원에서 처음 조우한 학생 중 1인. 학원내의 색기담당으로 "Bitch", "아쉬울때만 찾는 여자" 등의 칭호를 얻고 있다. 기숙사내에서도 상반신 탈의는 기본, 적극적으로 보디어택을 감행하고 있다. 과거 주인공과 직접 만난적은 없으나 묘하게 친근한 눈빛을 보일때가 종종 있으며, 주인공의 서바이벌 능력에 호의적인 성향을 보인다.
이리스 마키나 (入巣蒔菜)
CV : 타미야스 토모에 / 타미야스 토모에
아마네와 함께 주인공이 처음 본 학생 중 1인. 낯가림이 심하며 나이 또래에 맞지 않는 유아적인 언행이 특징. 주변사람(특히 주인공의)의 영향을 쉽게 받아들여 때때로 과격한 말투로 멤버들을 당황케 한다. 막대한 권력과 자금력을 지닌 이리스 기업의 장녀.
마츠시마 미치루 (松嶋みちる)
CV : 하니 우라라 / 미즈하시 카오리
바보. 유행이 지난 츤데레 캐릭터를 학원생활의 목표로 삼고 있다. 공기를 읽지 못하는 행동으로 멤버들의 눈총을 받거나 무시당하기 일수. 달에 한번씩 필요한 "의식" 수행 중에는 멤버들을 공포에 몰아넣기도 한다.
코미네 사치 (小嶺幸)
CV : 오카무라 미카사 / 시미즈 아이
만능 메이드. 어떠한 부탁이든 잘 들어주는 "착한 아이". 전에 통학하던 학교에서 일어난 어떠한 사고가 원인이 되어 미하마 학원으로 전입하였다. 주인공과는 면식이 있는 듯.
타치바나 치즈루 (橘千鶴)
CV : 마키 이즈미 / 야나세 나츠미
과거 주인공에게 구원받은 후 지금까지의 관계를 유지해 온 듯 하다. 평범하지 않은 주인공을 위하여 "평범한" 학원인 미하마 학원으로 전입을 주도하였다. 교사와 제자간의 금단의 무엇인가를 원하는 듯.
하루데라 유리아 (春寺由梨亜)
CV : 쿠스노키 스즈네 / 나루미 에리카
본명 쥴리아 발데라(Julia Bardera). 이니셜을 따서 JB라 부른다. 유우지의 "스승"과 친구이며 해외거주 당시의 주인공을 알고 있는 유일한 인물, 주인공의 보호자 및 직장내의 관리자 역할을 수행하고 있다. 베이스는 "츤데레"
카자미 카즈키 (風見一姫)
CV : 아오야마 유카리 / 토모나가 아카네
주인공의 누나. 그녀의 선천적인 재능은 본의 아니게 주인공을 힘겹게 하였다. 진성 "브라콘". 과거 스오 아마네와 같은 학교 농구부에 소속된 적이 있다.

## 제작진
- 원화 : 후미오